# Toray Pan Pacific Open 1997
Toray Pan Pacific Open 1997 — тенісний турнір, що проходив на закритих кортах з килимовим покриттям Токійського палацу спорту в Токіо (Японія). Належав до турнірів 1-ї категорії в рамках Туру WTA 1997. Відбувсь удвадцятьдруге і тривав з 28 січня до 2 лютого 1997 року. Друга сіяна Мартіна Хінгіс здобула титул в одиночному розряді. Вона виграла без боротьби, оскільки її суперниця Штеффі Граф знялись перед фінальним матчем через травму коліна.

## Фінальна частина

### Одиночний розряд
Мартіна Хінгіс —  Штеффі Граф без гри
- Для Хінгіс це був 4-й титул за сезон і 9-й — за кар'єру.

### Парний розряд
Ліндсі Девенпорт /  Наташа Звєрєва —  Джиджі Фернандес /  Мартіна Хінгіс 6–4, 6–3
- Для Девенпорт це був 1-й титул за рік і 19-й — за кар'єру. Для Звєрєвої це був 2-й титул за сезон і 64-й — за кар'єру.